# اندیس آنومالی برژوک
آنومالی برژوک یک اندیس چندفلزی است که در حوالی شهر دیزج استان آذربایجان غربی قرار دارد و مادهٔ معدنی موجود در آن، طلا است.سنگ میزبان این اندیس لیستونیت‌های سیلیسی و کربناتی است  در این اندیس، پاراژنز‌های پیریت، کالکوپیریت و طلا یافت می‌شوند.